# Larinopoda aspidos
Larinopoda aspidos är en fjärilsart som beskrevs av Druce 1890. Larinopoda aspidos ingår i släktet Larinopoda och familjen juvelvingar. Inga underarter finns listade i Catalogue of Life.